# Anomala chalcophysa
Anomala chalcophysa är en skalbaggsart som beskrevs av Ohaus 1916. Anomala chalcophysa ingår i släktet Anomala och familjen Rutelidae. Inga underarter finns listade i Catalogue of Life.